# Euplexidia thailandica
Euplexidia thailandica är en fjärilsart som beskrevs av Yoshimoto 1987. Euplexidia thailandica ingår i släktet Euplexidia och familjen nattflyn. Inga underarter finns listade i Catalogue of Life.